# برناديت شيراك
برناديت شيراك (بالفرنسية: Bernadette Chirac)‏ (و. 1933 – م) هي سياسية من فرنسا ولدت في باريس.
وهي عضوة في الاتحاد من أجل حركة شعبية .

## التعليم
تعلمت في جامعة باريس 1 - بانتيون سوربون، ومعهد الدراسات السياسية بباريس.